# Candói
Candói este un oraș în Paraná (PR), Brazilia.